# 恋はハイホー!
『恋はハイホー!』（こいはハイホー）は、日本テレビ系列局ほかで放送されていた日本テレビ製作のテレビドラマである。全14回。日本テレビ系列局では1987年10月21日から1988年1月27日まで、毎週水曜 19:00 - 19:54 （日本標準時）に放送。

## 概要
地方から上京してきた主人公・桃子がCM制作会社「カルガモ・コーポレーション」の見習い社員となり、やがてアシスタントディレクターとして活躍する姿を描いたコメディドラマ。
『アナウンサーぷっつん物語』（フジテレビ）から始まるいわゆる「ギョーカイもの」の一つでテレビ業界の裏側をコミカルに描いた。後述の通りゲスト出演者には同局の番組に出演している人も多数出演した。
当時人気アイドルだった菊池桃子の初主演作で、日本テレビの水曜19:00枠では初の1時間ドラマだったが、3か月と6日で打ち切られた。
当番組は水曜19時台に放送された。1987年4月から1988年3月までの日本テレビ系列土曜21時台は『土曜グランド劇場』を中断し『ワールドクイズ ザ・びっくり地球人!』を放送していた。『土曜グランド劇場』で当番組が放送されなかった理由は、関西地区で放送されていた毎日放送のラジオ番組『菊池桃子の青春トライアングル』（TBSラジオ制作、土曜21:30から放送）との競合を避けたことによるものである。『土曜グランド劇場』は1988年4月から土曜21時台で放送を再開した。
主演の菊池桃子はエンディングテーマ『ガラスの草原』をリリース。自身では12枚のソロシングル中、売上が一番低かったが、2020年以降のシティ・ポップブームで日本だけではなく海外でも聴かれている。ドラマ終了後、アイドル歌手活動に終止符を打ち、1988年2月にバンド『ラ・ムー』を結成した。
オープニングテーマは菊池桃子と同じトライアングル・プロダクションに所属していた1986オメガトライブの『Stay girl Stay pure』が採用された。作中のBGMは鈴木茂が担当し、作品の都会的な雰囲気に合わせてAOR色の強いBGMとなった。
2024年現在、地上波・衛星波の再放送、映像ソフトの販売、動画配信サイトの配信はいずれも予定がない。

### レギュラー
- 古谷桃子：菊池桃子
- 金田裕：中村繁之
- 黒沢翔子：渡辺典子
- 沢木武彦：永瀬正敏
- 伊藤環：峰竜太
- 矢野悦代：戸川京子
- 財前義則：野々村真
- 多羅尾：島崎俊郎
- 荒木・兄：桜金造
- 荒木・弟：佐戸井けん太
- 古谷美保：つみきみほ（その2以降）
- 望月宣彦：片岡伸吾
- 落合伸二：蟹江敬三
- 望月修：神田正輝

### ゲスト
- 小森和子、阿藤海（その1）
- アントン・ウィッキー（その2） 本人役で出演。『ズームイン!!朝!』の「ワンポイント英会話」のパロディー。
- 結城貢、内村光良、南原清隆、長江健次（その3）
- 渡辺満里奈、田の中勇、堀秀行、向井真理子（その4）
- 徳光和夫（その5）
- なぎら健壱（その6）
- 中村由真（その7）
- 時任三郎、永島敏行（その8） - 『あきれた刑事』の登場人物として特別出演。
- 小堺一機、関根勤（その9） - 『コサキン勝手にごっこ』の司会者として特別出演。
- 田山涼成（その10）
- 大坂志郎、菅井きん、内村光良、南原清隆（その11）
- 京本政樹、相楽ハル子（その12）
- デーブ・スペクター（その13）

## スタッフ
- 脚本：吉本昌弘（全話担当）
- 音楽：鈴木茂
- 演出：井上健、佐藤東弥、小山啓
- CMアドバイザー：五味一男
- ボディスタント：ジャパンアクションクラブ
- カースタント：タカハシレーシング
- 技術協力：NTV映像センター
- スタジオ：生田スタジオ
- 企画：清水欣也
- プロデュース：小山啓

## 主題歌
- オープニングテーマ：「Stay girl Stay pure」1986オメガトライブ
- エンディングテーマ：「ガラスの草原」菊池桃子

## サブタイトル
|        | サブタイトル                     | 演出     | 放送日          |
| ------ | -------------------------------- | -------- | --------------- |
| その1  | 桃子ホントに空を飛ぶ             | 井上健   | 1987年 10月21日 |
| その2  | ひらめき姫と7人のサムライ        | 井上健   | 10月28日        |
| その3  | ドーナッツ姫と爆弾男             | 佐藤東弥 | 11月4日         |
| その4  | モモコがシッパイ、マリナがスパイ | 佐藤東弥 | 11月11日        |
| その5  | バヒン!初恋かしら?               | 井上健   | 11月18日        |
| その6  | 桃子ドスコイ金もうけ             | 井上健   | 11月25日        |
| その7  | 桃子アンタが好きやネン           | 佐藤東弥 | 12月2日         |
| その8  | お母ーしゃま                     | 佐藤東弥 | 12月9日         |
| その9  | キスされました                   | 佐藤東弥 | 12月16日        |
| その10 | アイツとオレとどっちが好きなの?  | 井上健   | 12月23日        |
| その11 | 結婚しましょ                     | 佐藤東弥 | 1988年 1月6日   |
| その12 | 誘われてドキッ                   | 井上健   | 1月13日         |
| その13 | ダンスでさよなら…                | 小山啓   | 1月20日         |
| 最終回 | さらば桃子、涙のグッドバイ!!     | 井上健   | 1月27日         |

## ネット局
☆印は放送当時テレビ朝日系列とのクロスネット局
- 日本テレビ（製作局）
- 札幌テレビ
- 青森放送☆
- テレビ岩手
- ミヤギテレビ
- 秋田放送
- 山形放送☆
- 福島中央テレビ
- テレビ新潟
- 山梨放送
- 静岡第一テレビ
- 北日本放送
- 石川テレビ（フジテレビ系列、1988年3月に平日夕方帯でまとめて放送）
- 福井放送（1989年4月からテレビ朝日系列とのクロスネット）
- 中京テレビ
- 読売テレビ
- 日本海テレビ
- 広島テレビ
- 山口放送☆
- 西日本放送
- 四国放送
- 南海放送
- 高知放送
- 福岡放送
- 熊本県民テレビ
- 沖縄テレビ - フジテレビ系列、1988年4月4日から、平日夕方帯で放送（『桃色学園都市宣言』終了後の枠）。

## 同時ネットされなかったクロスネット局の対応
- テレビ朝日系列の『ニュースシャトル』などを同時ネットしていたテレビ信州、フジテレビ系列の『めぞん一刻』を30分先行ネットしていたテレビ長崎・鹿児島テレビ（午後7時台後半は別番組）、テレビ朝日系列の遅れネット番組を放送していたテレビ大分、フジテレビ系列の『ドラゴンボール』『めぞん一刻』を同時ネットしていたテレビ宮崎では同時ネットされなかった。
- テレビ長崎・鹿児島テレビでは水曜20:00からの日本テレビ系列『あきれた刑事』は同時ネットで放送された。1988年4月から水曜19:00で生放送された日本テレビ系列『追跡』と水曜19:30からの日本テレビ系列番組は同時ネットに変わり、30分先行で放送されていたフジテレビ系列のアニメは別の時間に移行した。